# إلياس فريجي
إلياس بركات فريجي (28 مارس 1980) هو لاعب كرة قدم لبناني سابق، لعب كحارس مرمى، ومثّل لبنان دولياً.

## الإنجازات
النجمة
- الدوري اللبناني الممتاز: 2008–09.[2]

## روابط خارجية
- إلياس فريجي على موقع أف آي لبنان (FA Lebanon)
- إلياس فريجي على فرق كرة القدم الوطنية.كوم